# Alberto Sartoris
Alberto Sartoris  (Turín, Piamonte, Italia, 2 de febrero de 1901 – Pompaples, Vaud, Suiza, 8 de marzo de 1998)  fue un arquitecto, diseñador, profesor y crítico de arte suizo de origen italiano.

## Biografía
Poco después de su nacimiento, su padre emigró a Ginebra, Suiza. Entre 1916 y 1919 estudió arquitectura en la Escuela de Bellas Artes de Ginebra. Entre 1920 y 1923 militó en el movimiento futurista. En 1928 fue uno de los miembros fundadores del CIAM (Congrès Internacionaux d'Architecture Moderne). Fue autor en 1932 de Elementi dell'Architettura Razionale —renombrado como Encyclopédie de l'architecture nouvelle en 1954—, uno de los principales escritos teóricos del racionalismo italiano. En 1945 fundó en Lausanne la escuela de arquitectura Athenaeum.

## Obras
- 1927: Macelleria, III Muestra internacional de las artes decorativas de Monza, con Felice Casorati.
- 1927-1928: Pabellón de la Comunidad Autónoma de los Artesanos en Turín.
- 1932: Capilla del Buen Consejo en Lourtier, Suiza.
- 1933-1935: Casa Morand-Pasteur, Saillon, Suiza.
- 1954: Edificio para la firma Hernández Hermanos, Santa Cruz de Tenerife, Islas Canarias, España.
- 1958: Casa Dupont-Paux en los viñedos de Lavaux - En Gravesse, Lutry, Suiza.
- 1983-1988: Establecimientos Lesieur y Labeyrie (en colaboración con E. Cattani y P. Pastellas) en Dunkerque y Biarritz, Francia.
- Centro polifuncional en Carignano.

## Publicaciones
- Gli Elementi dell'Architettura Razionale, Milán, 1932.
- Introduzione all'architettura moderna, Milán, 1944.
- Encyclopédie de l'architecture nouvelle, Milán, 1948.
- Léonard architecte, París, 1952.
- Linee Parallele - razionalismo e astrattismo a Como negli anni Trenta, 1993.
- Carignano Nuova. La città nella città, esperienza di un progetto, 1995.